# Karel Moudrý
Karel Moudrý (18. října 1881 Červená Řečice – 14. listopadu 1948 Praha), byl československý politik a meziválečný poslanec Národního shromáždění za Československou stranu národně socialistickou.

## Biografie
V roce 1901 absolvoval gymnázium v Pelhřimově a poté studoval na Univerzitě Karlově v Praze obor moderní filologie a práva, dále 1 semestr na univerzitě v německém Göttingenu. 13. 7. 1909 uzavřel sňatek s Ludmilou, roz. Maxovou (nar. 26. 7. 1889 Plzeň) a v roce 1910 se mu narodil syn Vladimír.
Během první světové války patřil do okruhu takzvaných realistů blízkých Tomášovi Garrigue Masarykovi a jeho exilové skupině. Byl členem tzv. Maffie a byl vyznamená revoluční medailí.
V letech 1918-1920 zasedal v Revolučním národním shromáždění. Po parlamentních volbách v roce 1920 získal poslanecké křeslo v Národním shromáždění. Křeslo ve sněmovně ale získal až dodatečně roku 1924 jako náhradník poté, co rezignoval poslanec Josef Sajdl. Mandát v parlamentních volbách v roce 1925 obhájil a do parlamentu se dostal znovu po parlamentních volbách v roce 1929 a parlamentních volbách v roce 1935. Poslanecký post si oficiálně podržel do zrušení parlamentu roku 1939, přičemž ještě v prosinci 1938 přestoupil do poslaneckého klubu nově utvořené Národní strany práce.
Od roku 1909 působil jako středoškolský profesor Vyšší průmyslové školy v Plzni, 3. srpna 1919 nastoupil na Státní průmyslové škole v Praze na Smíchově. Jako žurnalista pracoval v Času, v Českém slově a Českém směru, redigoval Stráž československého socialismu. Knižně vyšla jeho práce "Naše a Husova doba" (1920) a v roce 1923 vydal Melantrich jeho kritiku komunismu  "Boj o internacionálu", následoval "Národní socialismus" (1930), "Stavovský stát, jeho ideologie a organisace" (1934), "Rasa a národ ve světle židovské otázky" (1936). Po válce roce 1946 vyšla v Melantrichu ještě "Přehlídka - příspěvek k problematice současné doby".
V roce 1936 se měl (podle obvinění vznášeného členy živnostenské strany) podílet finanční a politickou asistencí na vzniku odštěpenecké formace zvané Radikální strana československého živnostnictva a obchodnictva, která se oddělila od Československé živnostensko-obchodnické strany středostavovské. V té době byl Karel Moudrý generálním tajemníkem čs. národních socialistů.
1. září 1939 jej na letním bytě v Želivi spolu s malířem Josefem Čapkem zatklo gestapo a následně byli oba internováni v koncentračním táboře Buchenwald, kde Moudrý na rozdíl od Čapka věznění přežil.
V letech 1945—1948 byl předsedou Fondu národní obnovy v Praze, po Únoru 1948 byl odvolán.
V roce 1924 získal domek Stavebního družstva československých socialistů pro Střešovice a okolí v Praze na Ořechovce.  Dle zápisu v katastru z 1. listopadu 1951 byla na jeho dům v Cukrovarnické čp. 518 uvalena národní správa a následně se dům stal majetkem Československého státu -  Obvodního podniku bytového hospodářství.